# 7-Hydroxymitragynin
7-Hydroxymitragynin (7-OH) je terpenoidní indolový alkaloid z rostliny Mitragyna speciosa, běžně známé jako kratom. Poprvé byl popsán v roce 1994 a jedná se o látku metabolizovanou v lidském těle z mitragyninu přítomného v rostlině Mitragyna speciosa. Výzkum naznačuje, že se 7-OH pojí na opioidní receptory podobně, ale silněji než mitragynin.
7-Hydroxymitragynin jako metabolit psychoaktivní rostliny kratom vykazuje výrazně vyšší vazebnou afinitu k μ-opioidním receptorům než morfium – odhaduje se, že je v tomto ohledu až 22krát účinnější. I přesto, že je mitragynin spojován s nižším rizikem zneužívání a poměrně dobrou bezpečností, 7-OH vykazuje účinky podobné opioidům. V závislosti na dávce může dokonce nahradit morfium, což vyvolává obavy z jeho potenciálu vést k fyzické závislosti a návykovosti.

## Farmakologie
7-Hydroxymitragynin, stejně jako mitragynin, se jeví jako smíšený agonista či antagonista opioidních receptorů. Nedávný výzkum naznačuje, že působí jako částečný agonista μ-opioidních receptorů a jako kompetitivní antagonista δ- a κ-opioidních receptorů. 7-OH zřejmě neaktivuje tzv. β-arestinovou dráhu, což jej odlišuje od tradičních opiátů a opioidních látek. Tuto vlastnost sdílí s mitragyninem.

## Syntéza
V přírodních listech kratomu je 7-hydroxymitragynin přítomen v malém množství, obvykle v rozmezí 0,6 % až 0,7 %. Přímá extrakce 7-OH tedy ve vysokých koncentracích přímo z přírodních listů kratomu je tedy kvůli nízkému přirozenému výskytu prakticky nemožná. Z toho vyplývá, že všechny produkty 7-OH s vysokou koncentrací jsou vyráběny synteticky. Nejběžnější metody obvykle zahrnují modifikaci mitragyninu za účelem umělého zvýšení koncentrace 7-OH pomocí oxidačních reakcí.